# Saprofyt

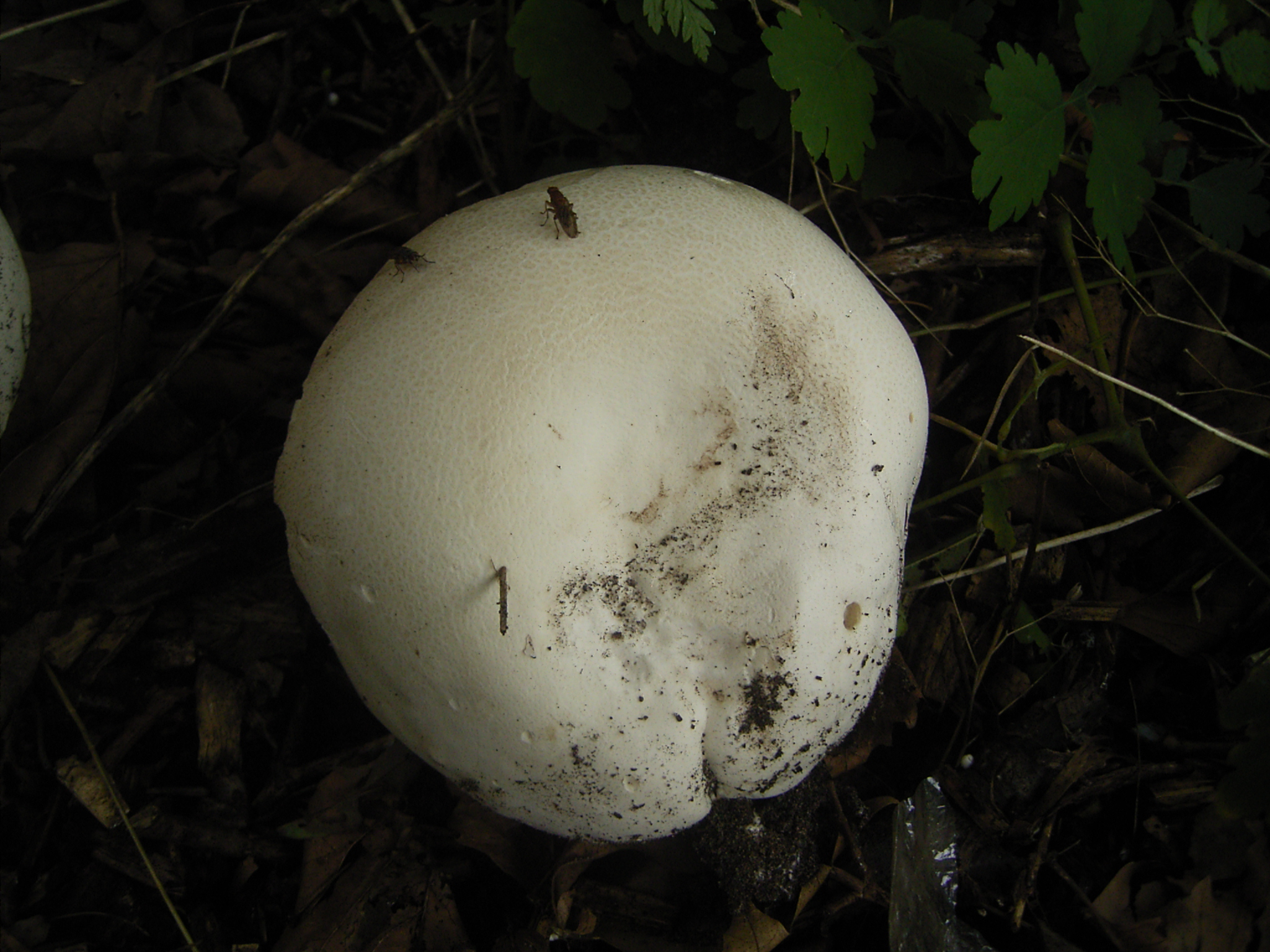
De reuzenbovist, een voorbeeld van een saprotrofe zwam

Een saprofyt (van het Grieks: sapros = verrot en phuton = plant) is een plantaardig organisme, een schimmel of een protist die zijn celmateriaal opbouwt door het opnemen van organische stoffen uit dode andere organismen (heterotroof). Ze staan mee in
voor de afbraak van dood hout, afgevallen bladeren en dode planten en dieren.
De term saprofyt dateert uit de tijd dat schimmels nog tot het plantenrijk werden gerekend. Een algemenere term, waarmee niet alleen planten worden aangeduid die zich met dood organisch materiaal voeden, is saprobiont.

## Schimmels
Vele schimmels zijn saprofyt en leven van dood organisch materiaal, plantaardig of dierlijk.